# Nederbrakel
Nederbrakel is een dorp in de Belgische provincie Oost-Vlaanderen en een deelgemeente van Brakel, het was een zelfstandige gemeente tot aan de gemeentelijke herindeling van 1971. Nederbrakel ligt in de Vlaamse Ardennen en is met ongeveer 6500 inwoners de grootste kern van de fusiegemeente Brakel.

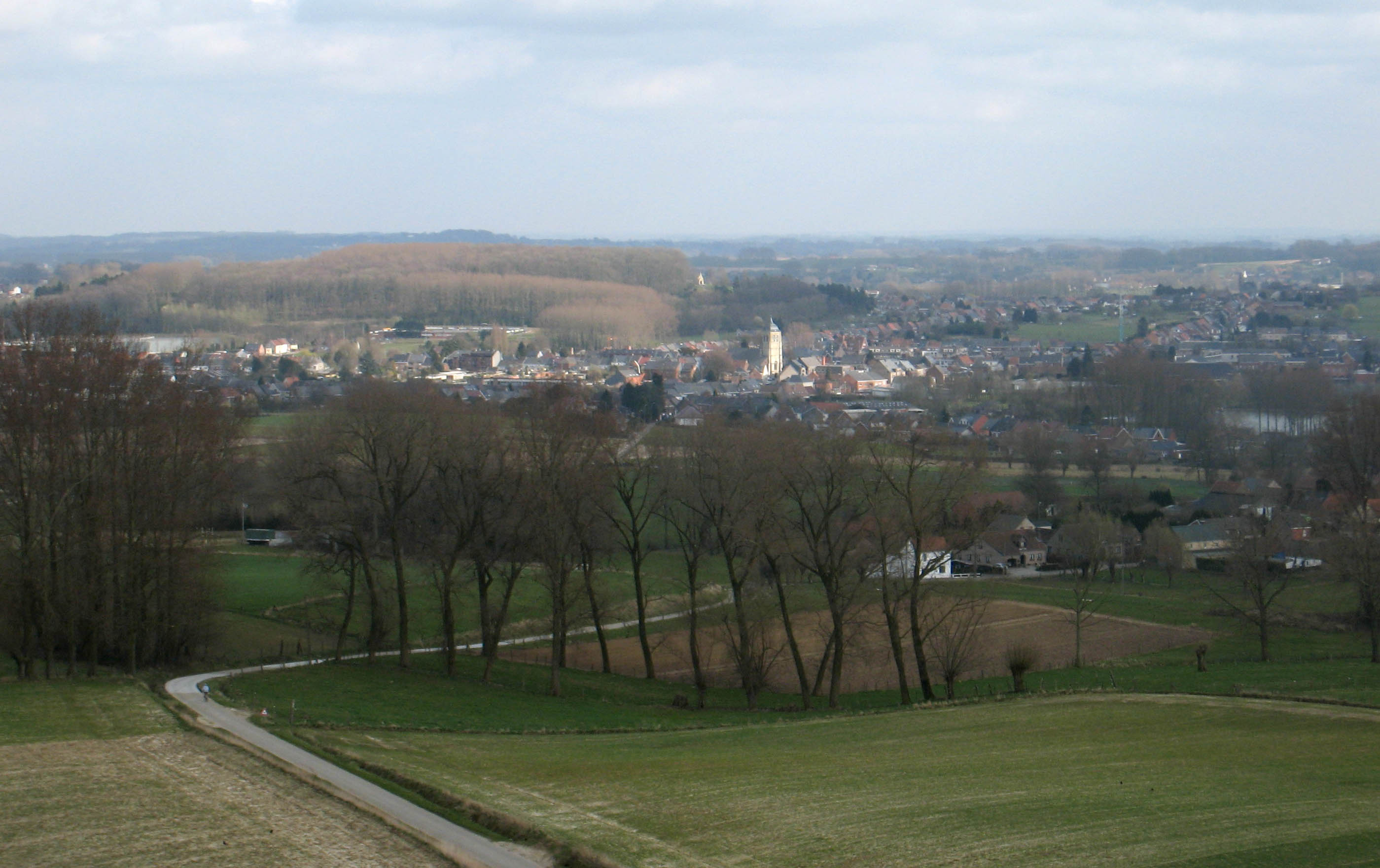
Zicht op Nederbrakel

## Geschiedenis
In 1280 schonk de abt van het Tenement van Inde een aantal bezittingen van het Tenement, waaronder Nederbrakel, aan Gwijde van Dampierre (ca.1226- 1305), de 21e Graaf van Vlaanderen. Gwijde gaf het gebied in 1289 in leen aan zijn zoon Gwijde van Namen (1272-1311). De achterkleinzoon van Gwijde van Namen, Jan III van Namen, graaf van Namen, verkocht ca 1405 de heerlijkheid Nederbrakel aan Marie d'Aumont, echtgenote van Arnoul[d], baron van Schorisse. Haar dochter Jeanne van Gaver, Vrouwe van Brakel, huwde met Simon van Lalaing en zo kwam de heerlijkheid voor zes generaties in handen van die familie. 
Vermoedelijk omstreeks 1650, kocht Antoine van Cauteren de heerlijkheid Nederbrakel aan. Op 6 juli 1650 werd hij door Koning Filips IV van Spanje (1605-1665) in de adel verheven en dertien jaar later verkreeg hij de persoonlijke titel van ridder. Zijn kleindochter Jonkvrouw Gasparine van Cauteren (1693-1754) was getrouwd met François Gebhard de Plotho (1674-1759), baron van Ingelmunster. Hun oudste zoon, baron Théodore Joseph de Plotho (1719-1767) werd een volgende heer van Nederbrakel. Hun oudste zoon, baron Charles Louis de Plotho d'Ingelmunster (1757-1825), noch diens broers, hadden wettelijke afstammelingen. Charles Albéric Descantons (1785-1861), een natuurlijke zoon van de eerstgenoemde met Marie -Jeanne Fremont, werd de universele erfgenaam.
Na de Slag bij Flerus op 26 juni 1794, werden de Belgische provincies bij Frankrijk ingelijfd. Alle heerlijkheden, baronieën en graafschappen werden door de Franse overheerser opgeheven. De bestuurlijke functies gingen op de gemeenten over, en de rechterlijke macht kwam in handen van de landelijke overheid.

## Bezienswaardigheden
- De Sint-Pietersbandenkerk. De kerk is jong (volledige restauratie in 1852), maar de toren dateert uit de jaren 1515-1571 en is gebouwd in gotische stijl. In deze toren hangt een beiaard met 49 klokken.
- De Toepkapel, een bedevaartskapel op een heuvel met zicht op het dorpscentrum
- De Slijpkotmolen
- Het Kasteel van de Top Bronnen aan de Brusselsestraat
- Het Klooster van de Zusters van Maria
- Het Triveriusmuseum met medische instrumenten
- Het Station Nederbrakel

## Natuur en landschap
Nederbrakel ligt in de Vlaamse Ardennen en de hoogte varieer van 38 tot omstreeks 103 meter. De Zwalm. De bodem is lemig en er zijn bronnen. Natuurgebieden zijn het Hayesbos, dat in Henegouwen aansluit op het Livierenbos waar ook de Verrebeek ontspringt. Verder is er het natuur- en recreatiegebied De Rijdtmeersen.

## Demografische ontwikkeling
- Bronnen:NIS, Opm:1831 tot en met 1970=volkstellingen

## Politiek
Burgemeesters van Nederbrakel:
- ?-?: Alfons Van den Dooren
- ?-?: Louis Napoleon Van Coppenolle

## Sport
In Nederbrakel speelt voetbalclub Olsa Brakel.
In het wielrennen ligt Nederbrakel vaak op het parcours van voorjaarsklassiekers, zoals de Ronde van Vlaanderen. Onder de meer de Valkenberg wordt soms in het parcours opgenomen.

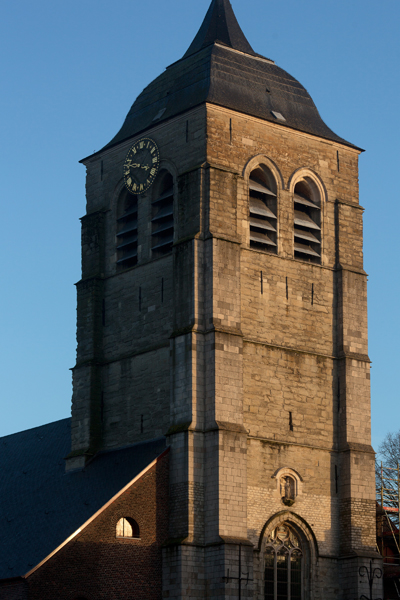
Sint-Pietersbandenkerk
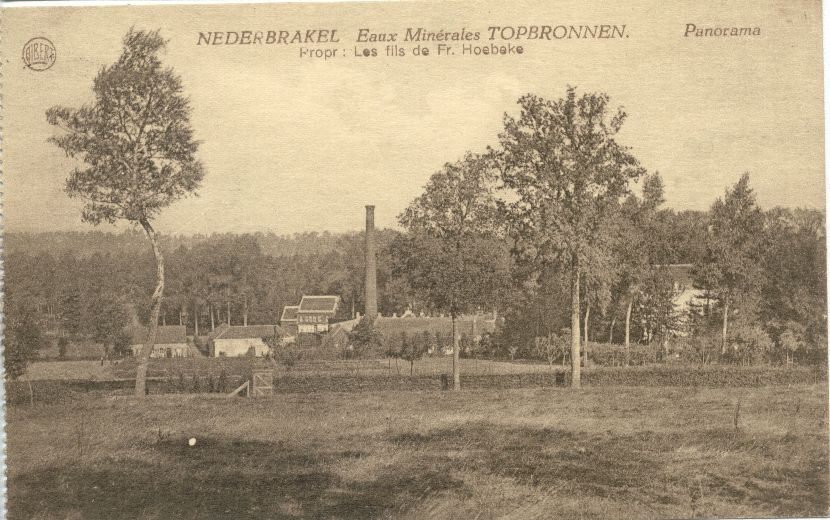
De omgeving van "Top Bronnen" in Nederbrakel
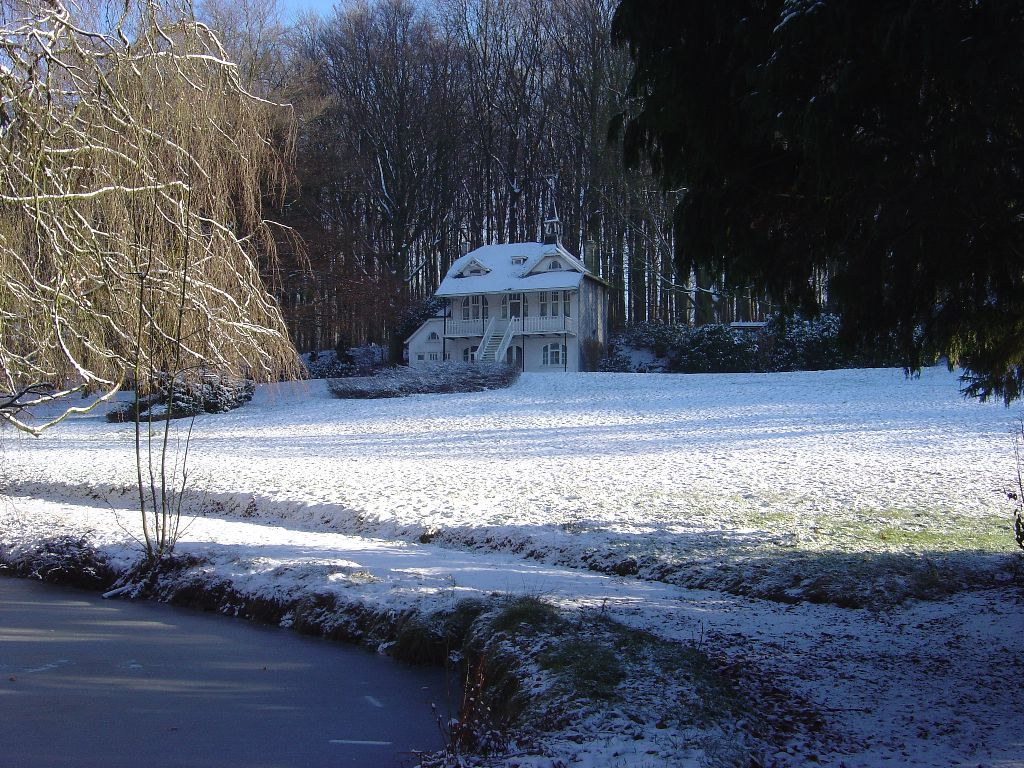
Het Toeppark gelegen op de helling van een getuigenheuvel
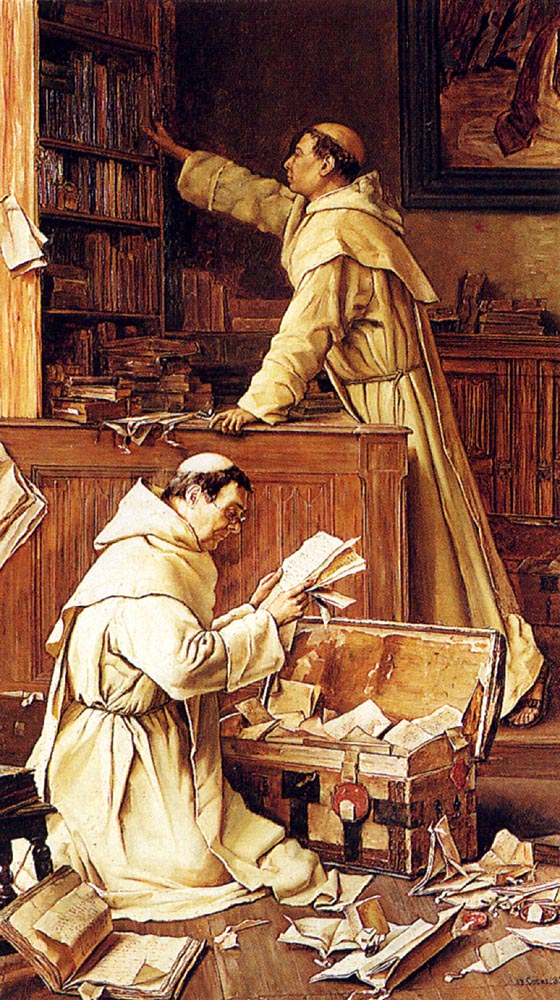
Schilderij van Jean Henri De Coene

## Geboren in Nederbrakel
- Albert de Vleeschauwer (1897-1971), Katholieke Partij- en CVP-politicus
- Jean Henri De Coene, (1798–1866), kunstschilder

## Nabijgelegen kernen
Opbrakel, Zegelsem, Elst, Michelbeke, Sint-Maria-Oudenhove, Sint-Martens-Lierde, Parike
Deelgemeenten: Elst · Everbeek · Michelbeke · Nederbrakel · Opbrakel · Parike · Zegelsem

Overige dorpen en gehuchten: Sint-Maria-Oudenhove (deels)

Belgische gemeenten · Arrondissement Oudenaarde · Oost-Vlaanderen · Vlaanderen